# Miramar (La Havane)
Pour les articles homonymes, voir Miramar.
Miramar est un quartier de la municipalité cubaine de Playa, dans l'ouest de la ville de La Havane.

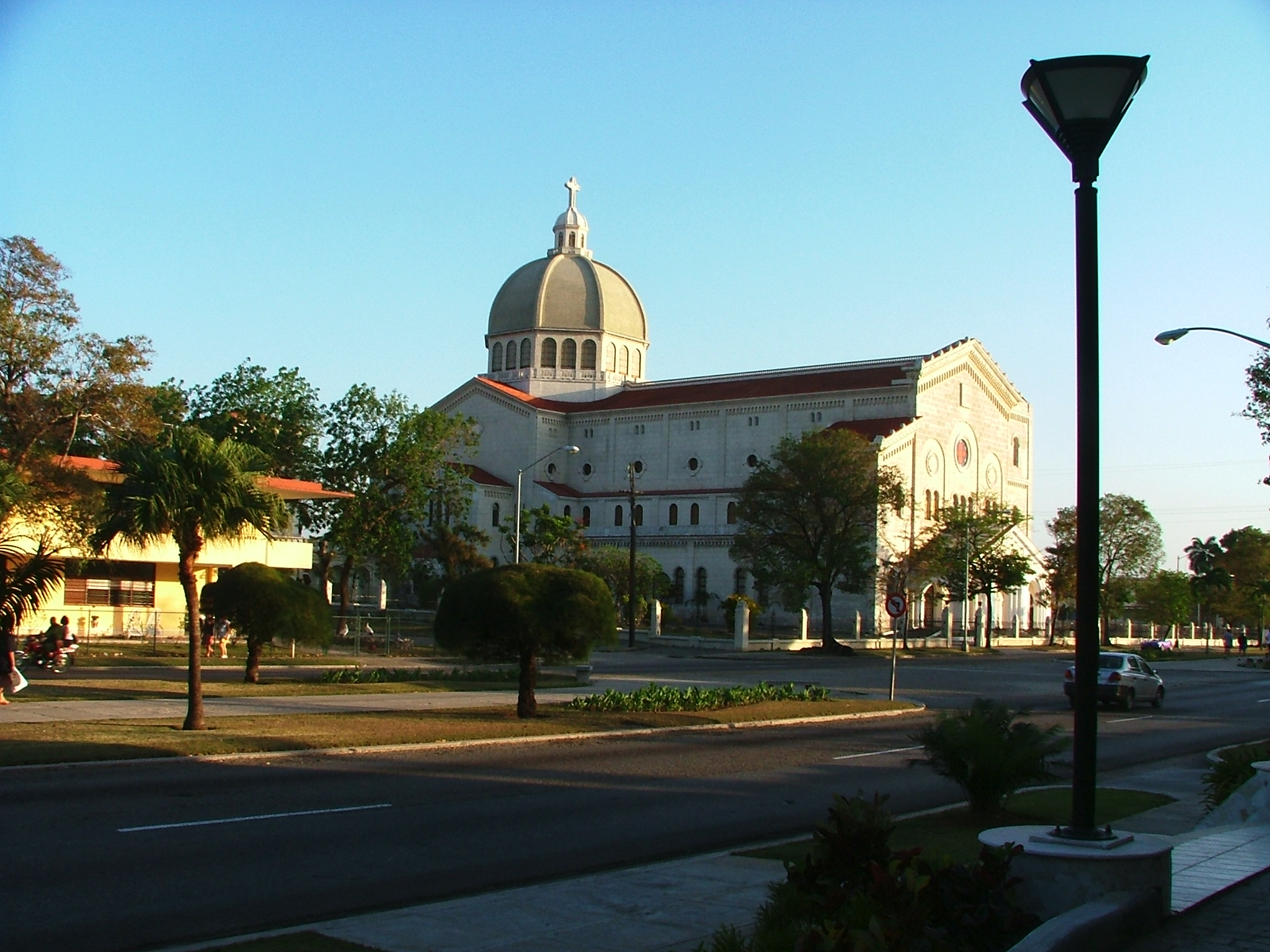
L'Église « Jesus de Miramar » sur « Quinta Avenida » à Miramar.

## Histoire
La construction du quartier de Miramar a débuté au tout début du XXe siècle, elle coÎncide avec une période d'expansion de la capitale cubaine. Dans un premier temps c'est la cinquième avenue qui est créée dans la continuité de l'avenue Calzada pour se prolonger jusqu' à la playa de Marianao. Les deux avenues sont définitivement reliées grâce à la création du pont à bascule de Pote, le 28 février 1923.
Avant la révolution cubaine, Miramar était un quartier huppé. On y retrouve encore aujourd'hui de grandes maisons et de belles propriétés. Ce quartier et le Country Club (Siboney) étaient les endroits en vogue de La Havane dans les années 1950. On y trouve enfin, une importante concentration d'hôtels, de plages (?) et de maisons d'hôtes.Beaucoup d'ambassades étrangères se trouvent à Miramar – en particulier sur Quinta Avenida (Cinquième Avenue).